# Корня (комуна)
Корня (рум. Cornea) — комуна у повіті Караш-Северін в Румунії. До складу комуни входять такі села (дані про населення за 2002 рік):
- Корня (798 осіб)
- Крушовец (557 осіб)
- Куптоаре (748 осіб)
- Маковіште (75 осіб)

Комуна розташована на відстані 305 км на захід від Бухареста, 44 км на південний схід від Решиці, 117 км на південний схід від Тімішоари, 142 км на північний захід від Крайови.

## Населення
За даними перепису населення 2002 року у комуні проживали 2178 осіб.
Національний склад населення комуни:
| Національність | Кількість осіб | Відсоток |
| -------------- | -------------- | -------- |
| румуни         | 2143           | 98,4 %   |
| цигани         | 31             | 1,4 %    |
| українці       | 3              | 0,1 %    |
| угорці         | 1              | < 0,1 %  |

Рідною мовою назвали:
| Мова       | Кількість осіб | Відсоток |
| ---------- | -------------- | -------- |
| румунська  | 2174           | 99,8 %   |
| українська | 3              | 0,1 %    |
| угорська   | 1              | < 0,1 %  |

Склад населення комуни за віросповіданням:
| Релігія            | Кількість осіб | Відсоток |
| ------------------ | -------------- | -------- |
| православні        | 2124           | 97,5 %   |
| баптисти           | 48             | 2,2 %    |
| римо-католики      | 2              | 0,1 %    |
| п'ятдесятники      | 2              | 0,1 %    |
| не вказали релігію | 1              | < 0,1 %  |